# Římskokatolická farnost Velký Bor
Římskokatolická farnost Velký Bor je územním společenstvím římských katolíků v rámci sušicko-nepomuckého vikariátu českobudějovické diecéze.

## O farnosti

### Historie
Plebánie byla ve vsi Velký Bor založena v roce 1336. Od roku 1700 jsou vedeny matriky. V 18. století byl kostel stavebně upravován. Zatím poslední zásadnější opravy proběhly v roce 1970.

#### Kněží – rodáci z farnosti
- P. Albert Chanovský, SJ – misionář, původem ze vsi Svéradice

### Současnost
Velký Bor měla do roku 2019 sídelního duchovního správce, který navíc spravoval ex currendo farnosti Chanovice, Kvášňovice a Pačejov. Od 1. července 2019 je farnost spravována ex currendo z Horažďovic. Dosavadní duchovní správce zůstává ve farnosti jako výpomocný duchovní.
| Kostel                            | Místo     | Bohoslužba                        | Bohoslužba             | Poznámka     |
| --------------------------------- | --------- | --------------------------------- | ---------------------- | ------------ |
| Kostel Narození sv. Jana Křtitele | Velký Bor | neděle pondělí úterý středa pátek | 11.00 17.00            | farní kostel |
| Kaple sv. Bartoloměje             | Svéradice | neslouží se pravidelně            | neslouží se pravidelně | kaple        |